# Gustaf Huss
Gustaf Johansson Huss, död 29 juli 1711 i Skänninge, Östergötlands län, var borgmästare i Skänninge stad från 4 december 1705 fram till sin död 1711.. 